# Nôn nghén
Chứng nôn nghén là một biến chứng của thai nghén được đặc trưng bằng buồn nôn và nôn ói nhiều đến nỗi gây sụt cân và mất nước. Các dấu hiệu và triệu chứng bao gồm nôn vài lần trong ngày và cảm giác muốn ngất. Đây là biến chứng nghiêm trọng hơn ốm nghén. Thông thường các triệu chứng nôn nghén sẽ đỡ dần sau tuần thứ 20 của thai kỳ, nhưng cũng có thể duy trì trong suốt thời kỳ mang thai.
Nguyên nhân chính xác của chứng nôn nghén vẫn chưa được làm rõ. Các yếu tố nguy cơ bao gồm có thai lần đầu, có thai kép, béo phì, tiền sử gia đình có người bị chứng nôn nghén, rối loạn phát triển mô bất thường, và người có lịch sử rối loạn ăn uống. Việc chẩn đoán thường dựa vào các dấu hiệu và triệu chứng. Nôn nghén đã được về mặt kỹ thuật được xác định là hơn ba lần nôn mỗi ngày; gây ra giảm 5% hoặc 3 kg khối lượng cơ thể và ketone hiện diện trong nước tiểu. Các nguyên nhân tiềm năng khác của triệu chứng này cần được loại trừ bao gồm nhiễm trùng niệu đạo và cường tuyến giáp.
Điều trị bao gồm uống nhiều nước và một chế độ ăn nhạt. Khuyến cáo có thể bao gồm đồ uống thay thế chất điện phân, thiamin, và một thực đơn nhiều protein. Một số phụ nữ đòi hỏi phải truyền dịch tĩnh mạch. Về thuốc đặc trị, pyridoxin hoặc metoclopramid thường được sử dụng.. Prochlorperazine, dimenhydrinate, hoặc ondansetron có thể được dùng nếu các thuốc trên không tỏ ra hiệu quả. Có thể phải điều trị nội trú. Tâm lý trị liệu có thể tăng tính hiệu quả. Bấm huyệt có ít tác dụng chữa bệnh này.
Trong khi chứng nôn nghén đã được mô tả từ năm 2,000 TCN, mô tả y học đầu tiên của chứng bệnh này mới được Antoine Dubois nêu ra năm 1852. Chứng nôn nghén có ảnh hưởng đến khoảng 0.3–2.0% số phụ nữ có thai. Tuy đã từng là một nguyên nhân phổ biến gây tử vong ở thai kỳ, với điều trị thích hợp chứng nôn nghén bây giờ rất hiếm gây tử vong. Những thai phụ bị nôn nghén có tỷ lệ hư thai thấp nhưng có tỷ lệ sinh non cao. Một số phụ nữ đã phá thai vì các triệu chứng của bệnh này.